# Filolaj
Filolaj [filoláj] (starogrško Φιλόλαος, latinizirano: Filólaos), starogrški matematik in filozof, * okoli 480 pr. n. št. Kroton (po grškem zgodovinaju Diogenesu Laërtiusu iz 3. stoletja) ali Tarent ali Herakleja, Grčija, † okoli 405 pr. n. št.

## Življenje in delo
Klasični filolog August Boeckh (1785–1867) je postavil njegovo življenje med 70. in 95. antičnimi olimpijskimi igrami (496–396 pr. n. št.). Filolaj je bil Sokratov in Demokritov sodobnik, vendar starejši od njiju in mogoče mlajši od Empedokleja ter Zenonov, Melisusov in Tukiditov sodobnik, tako da lahko postavimo za letnico njegovega rojstva okoli 480 pr. n. št.
Živel je okoli leta 475 pr. n. št. in je bil v Krotonu med preganjanjem pitagorejcev. Uvršča se ga med mlajše pitagorejce.
Verjetno se je dobro poznal z Demokritom in je bil po vsej verjetnosti eden od njegovih učiteljev. Bil je znani neposredni Pitagorov učenec in prepisovalec. Po smrti njegovega učitelja je prišlo v južni Italiji do velikih sporov. Po nekaterih poročilih je bil prisiljen pobegniti. Zatekel se je najprej v Lukanijo in nato v Tebe, kjer je imel mlada učenca Simiasa in Kebesa (Krito), ki sta bila prisotna pri Sokratovi smrti. Pred tem se je Filolaj vrnil v Italijo in je bil tam učitelj Arhitu. Kakor je omenjal Platon v svojem delu Phaedo je bil Filolaj mogoče povezan tudi s pitagorejskimi ubežniki v Fliju.
Filolaj je govoril in pisal v grškem dorskem narečju in je prvi predlagal nauk o gibanju Zemlje. Nekateri pripisujejo ta nauk Pitagori, vendar ni dokazov, ki bi podpirala njihov pogled in tudi mlajšemu Hiketu iz Sirakuz. Filolaj je predpostavil, da krogla nepomičnih zvezd, pet planetov, Sonce, Luna in Zemlja vsi krožijo okrog središčnega ognja. Ker pa na ta način tvorijo le devet vrtečih se teles, si je v soglasju s svojo teorijo števil izmislil še deseto, in jo imenoval proti-zemlja. Središčni sveti ogenj zanj ni bilo Sonce, kar bi samo po sebi bila razborita misel, ampak neka skrivnostna stvar med Zemljo in prazemljo. Imenoval jo je »estia«, ognjišče Vesolja, Zevsova hiša in mati bogov, po boginji ognja in ognjišča Hestiji. Zadržal je zamisel o vrtenju Zemlje okrog svoje osi. Verjetno je narobe razumel svojega učitelja, ker je zamisel po nepotrebnem zapletel in zaradi teh numeroloških vzrokov uvedel nekakšno protizemljo (starogrško ἀντίχθων: antíkhthōn), ki se skupaj z Zemljo in Soncem vrti okrog središčnega ognja. Zemlja in Sonce si pri tem stojita vselej nasproti. Njegovo domnevo je oživil in nadaljeval okoli leta 345 pr. n. št. Heraklit Pontski. Te skrivnostne prazemlje ljudje niso nikoli ugledali, ker je njuna medsebojna lega kakor lega Sonca in Zemlje vedno enaka kot pri dveh kroglah, ki sta povezani z vrvjo. Pri tem je Filolaj uporabil res veliko domišljije, s čimer pa ni razjasnil tistega kar bi se na drug način dalo. Pomembna pa je misel o vrtenju Zemlje okrog svoje osi, ki jo je Heraklit razvil naprej, in s tem vplival na Aristarha. Zemlja ima več vrst gibanja in spada med planete. Takšna teorija Osončja je že dokaj dobro pojasnjevala gibanje Sonca in različne dolžine dnevov skozi leto. Ni pa znano, kako je bila točna.
Po Koperniku naj bi Filolaj poznal tudi kroženje Zemlje okrog Sonca.
Filolaj si je zamislil Sonce kot stekleni kolut, ki zrcali svetlobo Vesolja. Ugotovil je, da Lunin mesec znaša 29 1/2 dni, Lunino leto 354 dni, Sončevo leto pa 365 1/2 dni.
Filolaj je prvi objavil knjigo o nauku pitagorejcev. To razpravo je uporabil Platon pri sestavi svojega dela Timaeus. Filozofski sestav svoje šole je Filolaj prikazal v delu O naravi (Peri fyseos). Platonov naslednik Speusip na Akademiji je povzel njegovo delo.
Filolaj se je veliko ukvarjal s pitagorejsko teorijo števil. Še posebej se je ustavil pri značilnostih, neločljivo povezanih z dekadami. Vsoto prvih štirih števil in s tem četrto trikotniško število, četvorko je imenoval veliko, silno in ustvarjajočo. Veliko pitagorejsko zaprisego so zavzeli s svetimi četvorkami. Evdem je pripisoval odkritje pravilnih teles Pitagori. Empedoklej pa je bil prvi, ki je predlagal štiri elemente. Filolaj je povezal te zamisli in vztrajal, da je osnovna narava teles odvisna od njihove oblike. Obliko tetraedra je pripisal ognju, oktaedra zraku, ikozaedra vodi in kocke zemlji. Obliko dodekaedra je pripisal petemu elementu, etru, oziroma, kot mislijo nekateri, Vesolju. Čeprav je bila njegova teorija s stališča opazovanja netočna, je nakazala znatno znanje geometrije in dala velik podnet raziskovanju znanosti.
Sledil je Parmenidu in imel dušo za »mešanico in skladnost« delcev teles. Predpostavil je tudi snovno dušo, katera obstoji v telesu v izgnanstvu zaradi greha.